# Leodegarius

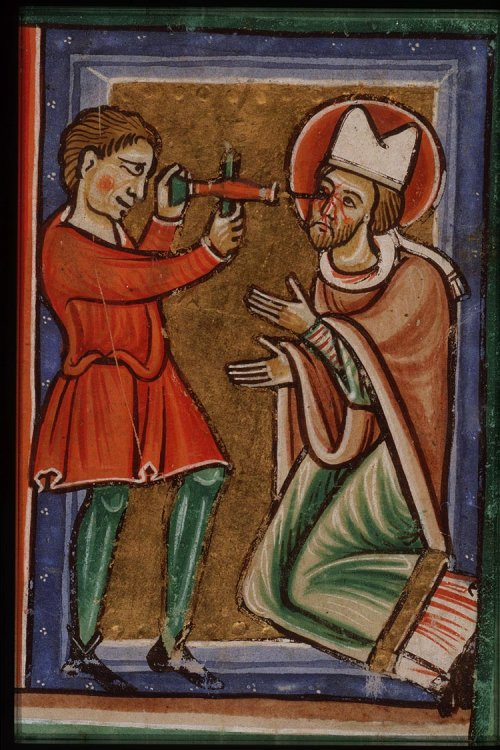
Leodegarius (rechts)

Leodegarius (rond 616 – bos van Sarcing of van Iveline in het bisdom Atrecht, 2 oktober 678) was een Merovingisch bisschop en heilige. In het Frans is hij bekend als Saint-Léger, soms vertaald als Sint-Legiers.

## Leven
Hij was een zoon van de edelen Bodilon van Trier en Sigrada van Soissons en een broer van Warinus. Grootgebracht aan het hof van Chlotarius II, werd hij in 650 monnik in de abdij van St.-Maixent, waar hij het volgende jaar abt werd. Leodegarius werd raadgever van koningin Bathildis en leraar van haar kinderen. In 659 werd hij bisschop van Autun. Hij bestreed het manicheïsme en hervormde de seculiere geestelijkheid. 
Met andere groten bracht hij de Neustrische hofmeier Ebroin ten val en plaatste hij koning Childerik II op de troon van Neustrië. Tegenstanders wisten Leodegarius op zijn beurt neer te halen. Hij werd opgesloten in de abdij van Luxeuil, waar zijn vijand Ebroin ook zat. Na de moord op Childerik II in 675 konden ze allebei ontkomen. In de machtsstrijd die volgde, trok Ebroin het laken naar zich toe. Hij zond een leger naar Bourgondië dat de stad Autun belegerde. Om zijn kudde te redden, verliet Leodegarius de stad en leverde zich uit aan zijn vijanden. 
Ze staken hem de ogen uit en sneden zijn lippen af en een deel van zijn tong. Vervolgens wilden zijn tegenstanders dat hij in een kerkvergadering als bisschop werd afgezet. Ebroin liet Leodegarius naar het koninklijk paleis leiden, waar enige bisschoppen die hij op zijn hand had gekregen, vergaderd waren. Ebroin en de bisschoppen wilden hem doen bekennen dat hij medeplichtig was aan de moord op Childerik. De aanwezigen scheurden zijn kleed van boven tot beneden open, waardoor zij aangaven dat zij hem van zijn bisschoppelijke waardigheid hadden ontdaan. Daarna gaven zij hem in handen van Chrodobert, graaf van het paleis, met het bevel hem ter dood te brengen. Chrodobert belastte vier soldaten met de uitvoering van het vonnis. De vier soldaten leidden hem naar een bos, waar hij onthoofd werd.

## Cultus
Leodegarius wordt aangeroepen tegen blindheid en oogkwalen en is de patroon van het kanton Luzern, van Autun, Gebweiler (Elzas) en Murbach en van de molenaars.
Zijn feestdag is op 2 oktober. Meerdere plaatsen werden naar hem vernoemd, waaronder Trith-Saint-Léger en Saint-Léger.

## Voetnoten
1. ↑  Luit van der Tuuk, De Franken. Middeleeuwse geschiedenis van de Lage Landen, 2021, p. 107

- Bibliothèque nationale de France: cb134863215 (data)
- Gemeinsame Normdatei: 118727516
- International Standard Name Identifier: 0000 0000 5533 8325
- Library of Congress Control Number: no96042069
- Nationale Bibliotheek van Tsjechië: kup19980000056930
- Nationale Bibliotheek van Israël: 987007282799205171
- Nederlandse Thesaurus van Auteursnamen: 089300327
- Système universitaire de documentation: 067720048
- Virtual International Authority File: 22936644
- WorldCat: E39PBJgtc3jMp9WJ434XpbGvHC